# Crișan (Tulcea)
Crișan is een gemeente in de Donaudelta, behorend tot het district Tulcea. Crișan ligt in de Dobroedzja (Dobrogea), in het uiterste oosten van Roemenië. Het gelijknamige plaatsje ligt aan de Sulina-arm, die op dit punt is gekanaliseerd. Tot de gemeente behoren ook Mila 23 en Caraorman.
Van de 1414 inwoners in 2004 waren er 921 etnische Roemenen (65%), 348 Lipovaanse Russen (25%) en 145 Oekraïners (10%).
Een monument in Crișan herinnert aan de voltooiing van de kanalisatie van de Sulina-arm in 1859.
Baia · Beidaud · C.A. Rosetti · Carcaliu · Casimcea · Ceamurlia de Jos · Ceatalchioi · Cerna · Chilia Veche · Ciucurova · Crișan · Dăeni · Dorobanțu · Frecăței · Greci · Grindu · Hamcearca · Horia · I.C. Brătianu · Izvoarele (Tulcea) · Jijila · Jurilovca · Luncavița · Mahmudia · Maliuc · Mihai Bravu · Mihail Kogălniceanu · Murighiol · Nalbant · Niculițel · Nufăru · Ostrov · Pardina · Peceneaga · Sarichioi · Sfântu Gheorghe · Slava Cercheză · Smârdan · Somova · Stejaru · Topolog · Turcoaia · Valea Nucarilor